# Cocotier

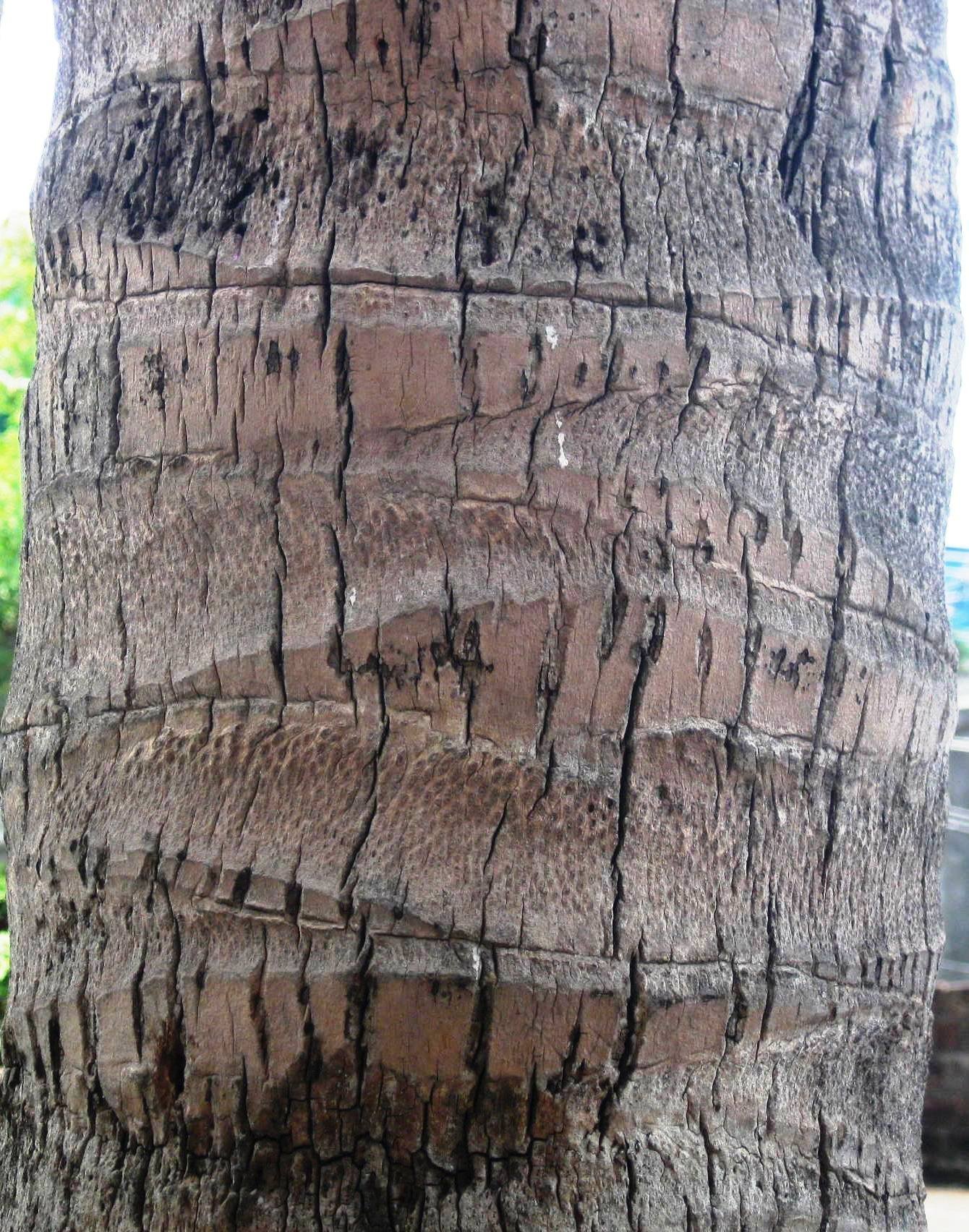
Trunchi de cocos

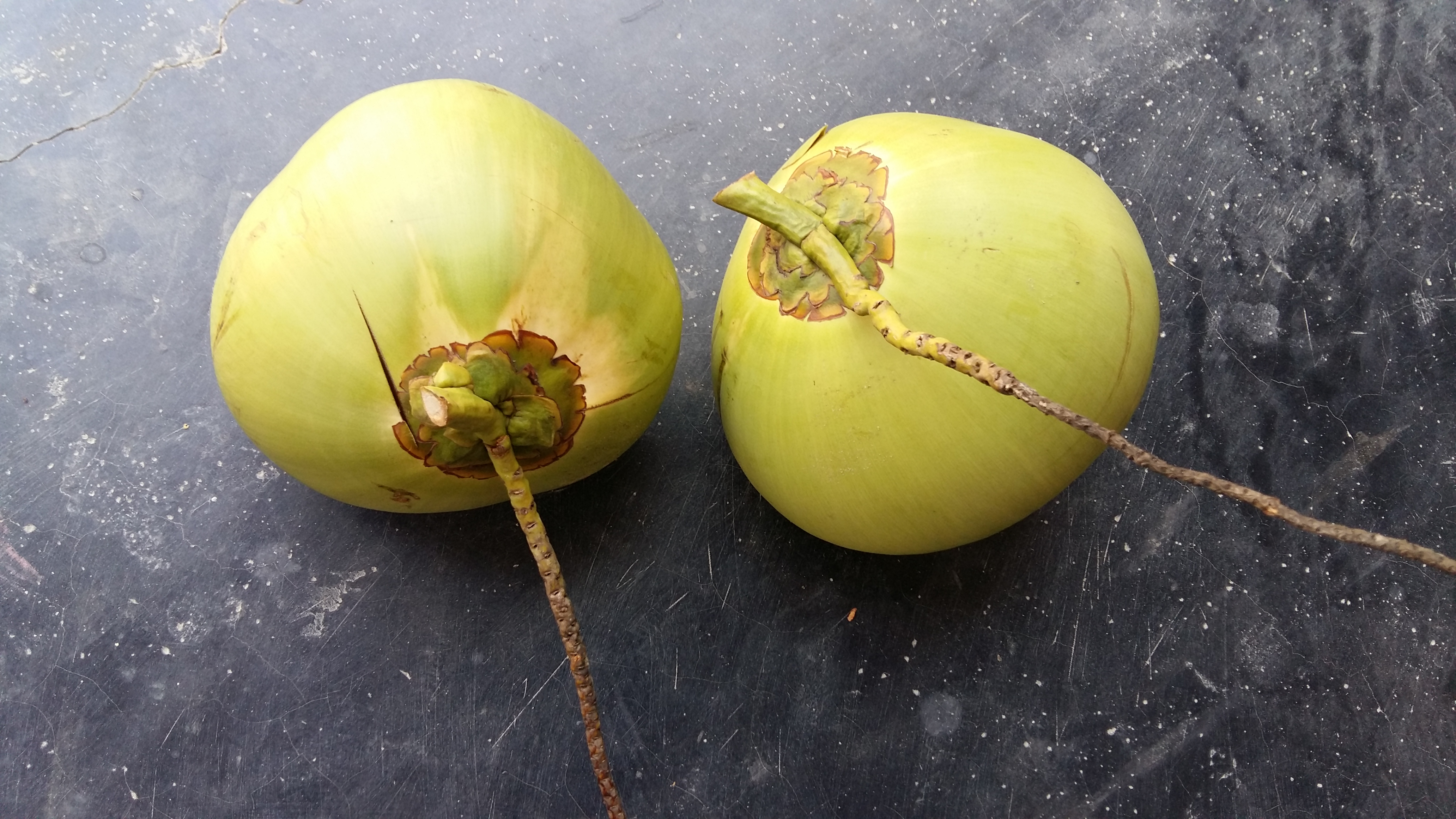
Fructe de cocos

Cocotierul (Cocos nucifera) este o plantă care face parte din familia arecaceae (familia palmierilor). Este singura specie din genul cocos, și este un palmier mare, cu înălțimi de până la 30 metri, cu frunze penate, cu lungime de 4–6 m; frunzele bătrâne se desprind, lăsând trunchiul neted. Termenul nucă de cocos se referă la fructul cocotierului.
Cocotierul este cultivat în regiunile tropicale, ca plantă decorativă, dar și pentru diferite utilizări culinare sau neculinare; aproape toate părțile unui cocotier pot fi folosite.

## Legături externe
- „Cocos” în Dicționar dendrofloricol la DEX online